# Fosdenopterin
Fosdenopterin  ist der internationale Freiname für das cyclische Pyranopterinmonophosphat (cPMP). Als Nulibry ist es in den USA und in der EU zur Behandlung des Molybdän-Cofaktor-Mangels vom Typ A (MoCD-A) zugelassen.

## Wirkungsmechanismus

Der Molybdän-Cofaktor fehlt bei der genetisch bedingten Krankheit MoCD

Der Molybdän-Cofaktor-Mangel (Molybdän-Cofaktor-Defizienz, MoCD) vom Typ A ist eine seltene genetisch bedingte Stoffwechselstörung, bei der der Körper kein cyclisches Pyranopterinmonophosphat (cPMP) bilden kann. cPMP ist eine Vorstufe von Molybdopterin,
welches in Form des Molybdän-Cofaktors für die Aktivierung von Molybdän-abhängigen Enzymen benötigt wird, wie etwa der Sulfitoxidase (SOX). Die Krankheit macht sich in den ersten Lebenstagen bemerkbar, es kommt zu schweren und schnell fortschreitenden neurologischen Schäden mit schweren Krampfanfällen, Hirnschäden und Muskelschwäche aufgrund der Anhäufung toxischer Sulfit-Metaboliten im zentralen Nervensystem.
Durch die Gabe von Fosdenopterin wird das fehlende cPMP ersetzt.

## Anwendung
Das Medikament wurde im Februar 2021 in den USA zugelassen (Zulassungsinhaber: Origin Biosciences) und stellt die erste medikamentöse Behandlung der MoCD-A dar. Es wird täglich intravenös infundiert. Pharmazeutisch verwendet wird das Fosdenopterinhydrobromid-Dihydrat. Im September 2022 erfolgte die Zulassung (als „Zulassung in Ausnahmefällen“) in der EU (Zulassungsinhaber: Comharsa Life Science).

### Nebenwirkungen und Anwendungsbeschränkungen
Als häufigste Nebenwirkungen wurden Komplikationen im Zusammenhang mit dem intravenösen Zugang, Fieber, Atemwegsinfektionen, Mittelohrentzündung und Magen-Darm-Beschwerden (Erbrechen, Durchfall) beobachtet. Tierversuche weisen auf ein potentielles Risiko für Phototoxizität hin (Schädigung der Haut und der Augen durch UV-Strahlung, wie sie auch etwa im Sonnenlicht vorkommt).

### Studien
Die Zulassung erfolgte auf Basis einer Studie an 13 Patienten mit bestätigter MoCD vom Typ A, die mit 18 unbehandelten MoCD-A-Patienten verglichen wurden. Die mit Fosdenopterin behandelten Patienten hatten eine Überlebensrate von 84 % nach drei Jahren, bei den unbehandelten betrug sie 55 %.